# La notte del Dio che balla
La notte del dio che balla è una raccolta di canzoni di vari autori del 1999.

## Tracce
1. Santu Paulu mia di Galatina - 0:18
2. Teresa De Sio - Pizzica tarantata - 6:54
3. Agricantus - Maarja - 6:56
4. Teresa De Sio - Salta salta - 4:24
5. Xicrò - Canto dell'aquila - 5:53
6. Pantarei - Ritmicamente - 6:00
7. Il Parto delle Nuvole Pesanti - Ballo senza piedi - 6:19
8. Nidi d'Arac - Ronde noe - 4:18
9. Ambrogio Sparagna - Pizzica pizzica - 3:03
10. RestArt - RestArtarant - 4:24
11. Addosso Agli Scalini - Pisca pisca piscatò - 4:24
12. Vinicio Capossela - Il ballo di San Vito - 3:26
13. Daniele Sepe - Tarantella calabrese - 4:43
14. Pizzica tarantata - 0:57